# Federico Errázuriz Echaurren
Federico Errázuriz Echaurren (ur. 16 listopada 1850 w Santiago, zm. 12 lipca 1901 w Valparaíso) – chilijski polityk pochodzenia baskijskiego, działacz Partii Liberalnej, prawnik. 
Pełnił mandat deputowanego do Izby Deputowanych (1876–1894) i senatora (1894–1900). Był ministrem wojny i marynarki wojennej (11 sierpnia–15 października 1890) oraz ministrem sprawiedliwości i szkolnictwa państwowego (26 kwietnia–24 sierpnia 1894). Od 18 września 1896 do śmierci sprawował urząd prezydenta Chile. 
Prezydentami Chile byli również jego ojciec Federico Errázuriz Zañartu i szwagier Germán Riesco.